# Марково (Семивраговский сельский округ)
Марково — деревня в Даниловском районе Ярославской области России.  
В рамках административно-территориального устройства относится к Семивраговскому сельскому округу Даниловского района, в рамках организации местного самоуправления включается в
состав Дмитриевского сельского поселения.

## География
Находится в северо-восточной части области на расстоянии приблизительно 27 км на ю по прямой от железнодорожного вокзала города Данилова, административного центра района.

## История
В 1859 году здесь (тогда деревня Романово-Борисоглебского уезда Ярославской губернии) было учтено 9 дворов, в 1898 — 13.

## Население
| 2007 | 2010 |
| ---- | ---- |
| 1    | ↘0   |

Численность населения: 59 человек (1859 год), 4 (русские 100 %) в 2002 году, 0 в 2010.